# Freccia Vallone 2019

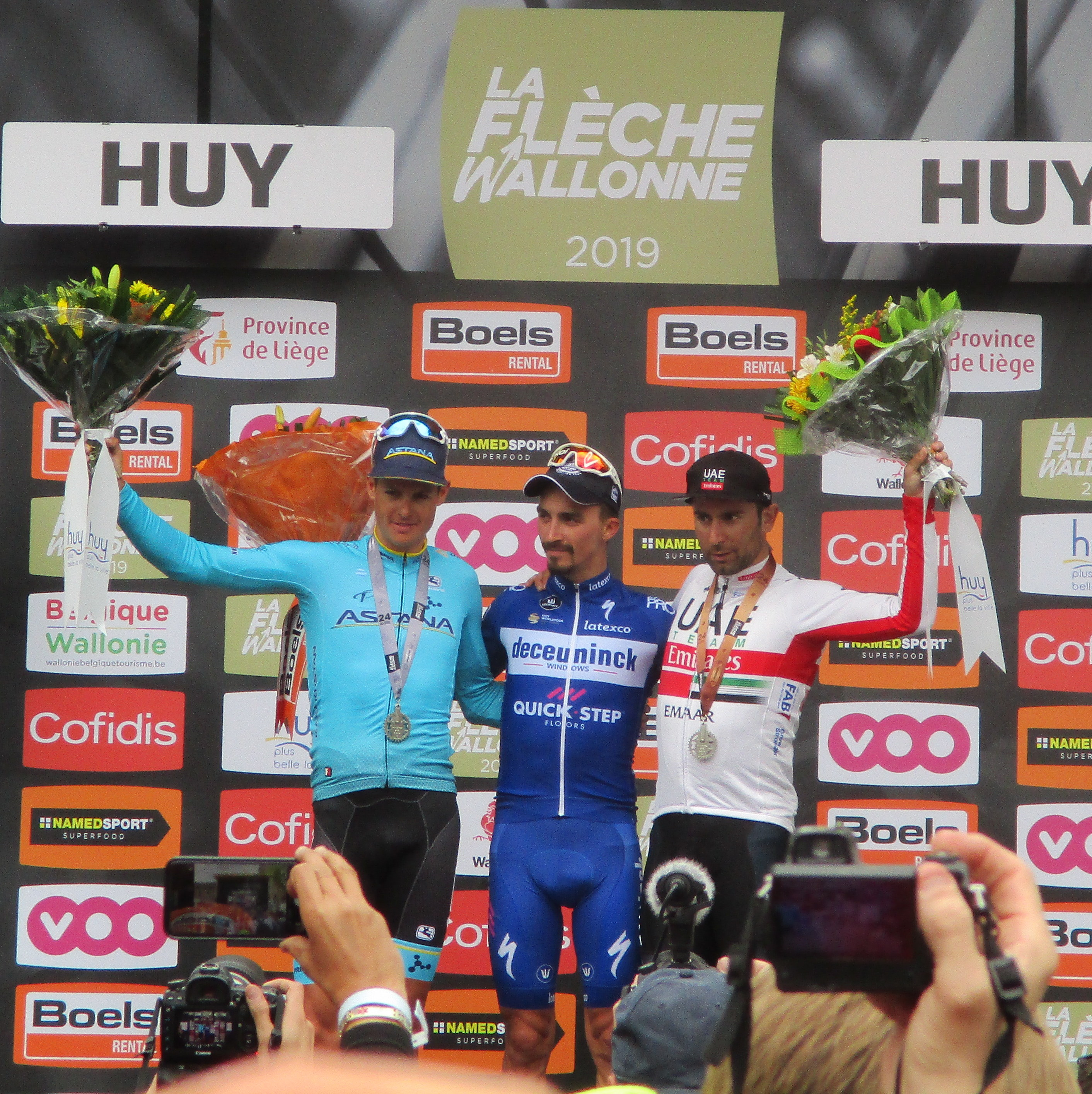
Il podio dell'edizione maschile

La Freccia Vallone 2019, ottantatreesima edizione della corsa, valevole come diciannovesima prova dell'UCI World Tour 2019 categoria 1.UWT, si svolse il 24 aprile 2019 per un percorso di 195 km, con partenza da Ans ed arrivo a Huy, in Belgio. La vittoria fu appannaggio del francese Julian Alaphilippe, che completò il percorso in 4h55'14" alla media di 39,63 km/h, precedendo il danese Jakob Fuglsang e l'italiano Diego Ulissi. 
Al traguardo di Huy furono 102 i ciclisti, dei 175 partiti da Ans, che portarono a termine la competizione.

## Squadre e corridori partecipanti
| N.      | Cod. | Squadra               |
| ------- | ---- | --------------------- |
| 1-7     | DQT  | Deceuninck-Quick-Step |
| 11-18   | MOV  | Movistar Team         |
| 21-27   | LTS  | Lotto Soudal          |
| 31-37   | MTS  | Mitchelton-Scott      |
| 41-47   | SUN  | Team Sunweb           |
| 51-57   | TFS  | Trek-Segafredo        |
| 61-67   | ALM  | AG2R La Mondiale      |
| 71-77   | BOH  | Bora-Hansgrohe        |
| 81-87   | SKY  | Team Sky              |
| 91-97   | TDD  | Team Dimension Data   |
| 101-107 | GFC  | Groupama-FDJ          |
| 111-117 | UAD  | UAE Team Emirates     |
| 121-128 | AST  | Astana Pro Team       |

| N.      | Cod. | Squadra                       |
| ------- | ---- | ----------------------------- |
| 131-137 | TKA  | Team Katusha Alpecin          |
| 141-149 | TJV  | Team Jumbo-Visma              |
| 151-158 | COF  | Cofidis, Solutions Crédits    |
| 161-169 | TBM  | Bahrain-Merida                |
| 171-179 | EF1  | EF Education First            |
| 181-187 | CPT  | CCC Team                      |
| 191-197 | RLY  | Rally UHC Cycling             |
| 201-207 | SVB  | Sport Vlaanderen-Baloise      |
| 211-217 | WGG  | Wanty-Gobert Cycling Team     |
| 221-229 | ICA  | Israel Cycling Academy        |
| 231-237 | WVA  | Wallonie Bruxelles            |
| 241-249 | EUS  | Euskadi Basque Country-Murias |

## Ordine d'arrivo (Top 10)
| Pos. | Corridore          | Squadra    | Tempo    |
| ---- | ------------------ | ---------- | -------- |
| 1    | Julian Alaphilippe | Deceuninck | 4h55'14" |
| 2    | Jakob Fuglsang     | Astana     | s.t.     |
| 3    | Diego Ulissi       | UAE        | a 6"     |
| 4    | Bjorg Lambrecht    | Lotto      | a 8"     |
| 5    | Max. Schachmann    | Bora       | s.t.     |
| 6    | Bauke Mollema      | Trek       | s.t.     |
| 7    | Patrick Konrad     | Bora       | s.t.     |
| 8    | Michael Matthews   | Sunweb     | s.t.     |
| 9    | Jelle Vanendert    | Lotto      | a 11"    |
| 10   | Enrico Gasparotto  | Dimension  | s.t.     |